# 장군 암살자
장군 암살자(Shogun Assassin)는 미국에서 제작된 미즈미 켄지, 로버트 휴스턴 감독의 1980년 영화이다. 와카야마 토미사부로 등이 주연으로 출연하였고 카츠 신타로 등이 제작에 참여하였다.

## 출연

### 주연
- 와카야마 토미사부로

### 조연
- 마츠오 카요
- 오키 미노루
- 코바야시 아키지
- 키시다 신
- 토미카와 마사히로

## 같이 보기
- 일본의 시대극
- 엑스플로이테이션 영화